# 號角花蛇鰻
號角花蛇鰻為輻鰭魚綱鰻鱺目糯鰻亞目蛇鰻科的其中一種，分布於東太平洋的雷維拉吉格多群島及克利珀頓群島海域，棲息深度可達20公尺，體長可達49.4公分，棲息在沙石底質海域，屬肉食性。

## 擴展閱讀
維基物種上的相關：號角花蛇鰻